# Chronische aspecifieke respiratoire aandoeningen
CARA, een acroniem voor Chronische Aspecifieke Respiratoire Aandoeningen, is een verzamelnaam die werd gebruikt voor langdurige aandoeningen van de luchtwegen zoals astma, chronische bronchitis en longemfyseem. Omdat de verschijnselen van de verschillende aandoeningen veel op elkaar lijken, werd de term CARA gebruikt.  
Echter, omdat de ziekten een verschillende oorzaak en behandeling hebben, is deze verzamelnaam eind jaren negentig langzaam in onbruik geraakt. Tegenwoordig wordt astma apart benoemd en worden chronische bronchitis en longemfyseem samengevat onder de term COPD.
Inmiddels kennen we veel meer longaandoeningen die voorheen geschaard werden onder CARA (en soms onbewust averechts werden behandeld). Veel van die aandoeningen vatten we nu samen onder interstitiële longziekten.